# Bolíkovský potok
Bolíkovský potok är ett vattendrag i Tjeckien. Det ligger i den centrala delen av landet, 140 km sydost om huvudstaden Prag.